# Pliszka (województwo lubuskie)
Pliszka (niem. Pleiskehammer) – osada śródleśna w Polsce położona w województwie lubuskim, w powiecie krośnieńskim, w gminie Bytnica. Leży nad rzeką o tej samej nazwie. W pewnym oddaleniu od części zabudowanej znajduje się przystanek kolejowy Pliszka.
W latach 1975–1998, a także we wcześniejszym podziale miejscowość administracyjnie należała do województwa zielonogórskiego.
W XVI w. istniała tutaj najstarsza na Dolnym Śląsku huta żelaza, która uległa rozbudowie w XVIII w., a ostatecznie przekształciła się w fabrykę narzędzi rolniczych (XIX w.).
Zachowane resztki murów huty wzniesiono z bloczków ze szlaki wielkopiecowej o niebieskozielonej barwie.